# Dąbrowa (Kobyłka)
Dąbrowa – część dzielnicy Antolek w mieście Kobyłka, w województwie mazowieckim, w powiecie wołomińskim. Leży w centralnej części Kobyłki. Do 1938 samodzielna miejscowość.
W latach 1867–1928 letnisko w gminie Radzymin, a 1928–1938 w gminie Kobyłka w powiecie radzymińskim. 20 października 1933 utworzyła gromadę Dąbrowa w granicach gminy Kobyłka.
30 września 1938 gromadę Dąbrowa zniesiono, włączając ją do gromady Antolek.
W związku z reorganizacją administracji wiejskiej jesienią 1954 Antolek (z Dąbrową) wszedł w skład gromady Kobyłka. 1 stycznia 1957 gromadę Kobyłka przekształcono w osiedle, przez co Antolek (z Dąbrową) stał się integralną częścią Kobyłki, a w związku z nadaniem Kobyłce praw miejskich 1 stycznia 1969 – częścią miasta.